# Lymnas quadriplaga
Lymnas quadriplaga är en fjärilsart som beskrevs av Otto Thieme 1907. Lymnas quadriplaga ingår i släktet Lymnas och familjen Riodinidae. Inga underarter finns listade i Catalogue of Life.